# Caudiès-de-Conflent
Caudiès-de-Conflent är en kommun i departementet Pyrénées-Orientales i regionen Occitanien i södra Frankrike. Kommunen ligger i kantonen Mont-Louis som tillhör arrondissementet Prades. År 2022 hade Caudiès-de-Conflent 21 invånare.

## Befolkningsutveckling
Antalet invånare i kommunen Caudiès-de-Conflent
| Referens: INSEE |